# Бардона (Ла Специја)
Бардона је насеље у Италији у округу Ла Специја, региону Лигурија.
Према процени из 2011. у насељу је живело 12 становника. Насеље се налази на надморској висини од 219 м.